# Chose publique
Ne doit pas être confondu avec La Chose publique.
La chose publique est un concept qui se réfère à un État gouverné en fonction du bien du peuple, par opposition à un État gouverné en fonction du bien privé des membres d'une classe ou d'une personne unique.
Chose publique est la traduction en français du latin res publica, qui a donné le mot république dont le sens est beaucoup plus restreint. Dans res publicae, res signifie chose, sujet, affaire, occupation, et publica dérive de poplicus qui signifie en rapport avec le peuple.
En anglais c'est le mot commonweale ou commonwealth et non republic dont le sens correspond à la chose publique, avec weal ou wealth couvrant un champ sémantique qui va de richesse à bien-être.
Chez les Romains, res publica était utilisée comme synonyme de utilitas publica, de salus publica, ou encore de res Romana. Pendant toute son existence, l'Empire romain lui-même était considéré comme chose publique, indépendante de l'empereur. Avec la chute de l'empire, cette notion a disparu, remplacée par la propriété personnelle des biens et des personnes par les seigneurs et rois qui se sont disputé ses lambeaux.